# Газовий конус
Газовий конус (рос.газовый конус, англ. gas cone; нім. Gaskegel m) — деформована поверхня розділу між газо- і нафтонасиченою (водонасиченою) частинами пласта в околиці вибою свердловини; утворюється при зниженні тиску на вибої свердловини.
Зміна початкової плоскої поверхні розділу газ-нафта (вода) на конусну відбувається під дією вертикального градієнта тиску між цими двома складовими частинами пласта головним чином під час експлуатації свердловин, розміщених всередині контуру газоносності.
Макс. деформація поверхні розділу спостерігається безпосередньо над вибоєм свердловини; залежить від депресії на межі пласта і свердловини (пластової депресії), його колекторних властивостей, конструкції вибою свердловини, інш. параметрів. При критич. депресії флюїди прориваються з Г.к. в свердловину, що різко збільшує газовий фактор.
Прорив Г.к. при фонтанному способі видобутку супроводжується гідравлічними ударами, уривчастим потоком нафти і газу, а при насосній експлуатації — різким падінням продуктивності насосів.
Можливість виникнення Г.к. враховується при складанні схем розміщення свердловин по площі покладу, а також схем розкриття пласта.
Для боротьби з Г.к. в привибійну зону свердловини запомповують спец. реагенти, що ізолюють окремі частини пласта один від одного.